# Consiglio regionale della Puglia
Il Consiglio regionale della Puglia ha sede a Bari, in via Gentile 52.
Attuale presidente è Loredana Capone, eletta nelle liste del Partito Democratico.
Il consiglio si compone attualmente di 51 membri (50 consiglieri più il presidente della Giunta) e rimane in carica per cinque anni.

## Organi istituzionali del consiglio regionale

### Presidenti
| Legislatura | Presidente            | Partito                        | Partito                             | Periodo                           |
| ----------- | --------------------- | ------------------------------ | ----------------------------------- | --------------------------------- |
| I           | Beniamino Finocchiaro |                                | Partito Socialista Italiano         | 20 luglio 1970 – 29 luglio 1975   |
| II          | Luigi Tarricone       |                                | Partito Socialista Italiano         | 30 luglio 1975 – 7 agosto 1980    |
| III         | Luigi Tarricone       | 8 agosto 1980 – 20 giugno 1985 | Partito Socialista Italiano         |                                   |
| IV          | Walter Distaso        |                                | Democrazia Cristiana                | 21 giugno 1985 – 27 ottobre 1985  |
| IV          | Nicola Di Cagno       |                                | Partito Liberale Italiano           | 28 ottobre 1985 – 27 giugno 1990  |
| V           | Mario Annese          |                                | Democrazia Cristiana                | 28 luglio 1990 – 15 dicembre 1992 |
| V           | Cosimo Convertino     |                                | Partito Socialista Italiano         | 16 dicembre 1992 – 19 luglio 1995 |
| VI          | Rosario Rinaldi       |                                | Alleanza Nazionale                  | 20 luglio 1995 – 24 luglio 1995   |
| VI          | Giovanni Copertino    |                                | Centro Cristiano Democratico        | 25 luglio 1995 – 12 giugno 2000   |
| VII         | Mario De Cristofaro   |                                | Alleanza Nazionale                  | 13 maggio 2000 – 5 maggio 2005    |
| VIII        | Pietro Pepe           |                                | La Margherita / Partito Democratico | 5 maggio 2005 – 27 maggio 2010    |
| IX          | Onofrio Introna       |                                | Sinistra Ecologia Libertà           | 27 maggio 2010 – 22 luglio 2015   |
| X           | Mario Loizzo          |                                | Partito Democratico                 | 22 luglio 2015 – 26 novembre 2020 |
| XI          | Loredana Capone       |                                | Partito Democratico                 | 26 novembre 2020 – in carica      |

### Ufficio di presidenza
La composizione dell'ufficio di presidenza eletto nel 2020 è:
Presidente
Loredana Capone (PD)
Vicepresidenti
- Cristian Casili (M5S) fino all'11 aprile 2024
- Giannicola De Leonardis (FdI)

Segretari
- Sergio Clemente (Az)
- Giandiego Gatta (FI)

### Gruppi consiliari
La composizione del consiglio regionale alle elezioni regionali in Puglia del 2020:
| Gruppi consiliari  | Gruppi consiliari   | Seggi |
| ------------------ | ------------------- | ----- |
|                    | Partito Democratico | 14    |
|                    | Per la Puglia       | 4     |
|                    | Con Emiliano        | 3     |
|                    | Azione              | 3     |
|                    | Misto               | 2     |
| Totale maggioranza | Totale maggioranza  | 26    |
|                    | Fratelli d'Italia   | 6     |
|                    | Forza Italia        | 6     |
|                    | Movimento 5 Stelle  | 5     |
|                    | Lega                | 5     |
|                    | La Puglia Domani    | 2     |
|                    | Misto               | 1     |
| Totale opposizione | Totale opposizione  | 25    |
| Totale seggi       | Totale seggi        | 51    |

### Commissioni consiliari

#### Commissioni permanenti
|     | Commissione | Presidente                    | Vicepresidenti          | Vicepresidenti                           | Segretario                              |
| --- | --- | ----------------------------- | ----------------------- | ---------------------------------------- | --------------------------------------- |
| I   | Programmazione, bilancio, finanze e tributi | Fabiano Amati (Az)            | Giacomo Conserva (Lega) | Saverio Tammacco (Per la Puglia)         | Francesco Paolicelli (PD)               |
| II  | Affari generali, personale e struttura degli uffici regionali e di enti regionali, polizia urbana e rurale, tempo libero, sport, pesca sportiva e caccia     | Enzo di Gregorio (Pd)         | Grazia Di Bari (M5S)    | Michele Picaro (FdI)                     | Stefano Lacatena (Con Emiliano)         |
| III | Assistenza sanitaria, servizi sociali | Mauro Vizzino (Per la Puglia) | Debora Ciliento (Pd)    | Renato Perrini (FdI)                     | Pier Luigi Lopalco (Pd)                 |
| IV  | Industria, commercio, artigianato, turismo e industria alberghiera, agricoltura e foreste, pesca professionale, acquacoltura                                 | Francesco Paolicelli (Pd)     | Maurizio Bruno (Pd)     | Massimiliano Di Cuia (FI)                | Alessandro Antonio Leoci (Con Emiliano) |
| V   | Ecologia, tutela del territorio e delle risorse naturali, difesa del suolo, risorse naturali, urbanistica, lavori pubblici, trasporti, edilizia residenziale | Michele Mazzarano (Pd)        | Ruggiero Mennea (Az)    | Antonio Paolo Scalera (La Puglia Domani) | Marco Galante (M5S)                     |
| VI  | Politiche Comunitarie, Lavoro e Formazione Professionale, Istruzione, Cultura, Cooperazione, Emigrazione, Immigrazione                                       | Lucia Parchitelli (Pd)        | Luigi Caroli (FdI)      | Pier Luigi Lopalco (Pd)                  | Debora Ciliento (Pd)                    |
| VII | Statuto, Regolamenti, Riforme Istituzionali, Rapporti Istituzionali, Sistema delle Autonomie Locali                                                          | Joseph Splendido (Lega)       | Grazia Di Bari (M5S)    | Antonio Gabellone (FdI)                  | Francesco Paolicelli (Pd)               |

#### Commissioni Speciali
| Commissione                                                                                        | Presidente           | Vicepresidente       | Segretario          |
| -------------------------------------------------------------------------------------------------- | -------------------- | -------------------- | ------------------- |
| Commissione regionale di studio e d'inchiesta sul fenomeno della criminalità organizzata in Puglia | Renato Perrini (FdI) | Debora Ciliento (Pd) | Marco Galante (M5S) |

## Composizione
| Consigliere              | Consigliere             | Lista               | Preferenze                            | Circoscrizione                                                                | Note                                                     |
| ------------------------ | ----------------------- | ------------------- | ------------------------------------- | ----------------------------------------------------------------------------- | -------------------------------------------------------- |
|                          | Francesco Paolo Campo   | Partito Democratico | 4.304                                 | Foggia                                                                        | Capogruppo                                               |
| Raffaele Piemontese      | 21.628                  | Partito Democratico | Vicepresidente della Giunta Regionale | Foggia                                                                        |                                                          |
| Filippo Caracciolo       | 11.942                  | Partito Democratico | Barletta-Andria-Trani                 |                                                                               |                                                          |
| Debora Ciliento          | 6.977                   | Partito Democratico | Barletta-Andria-Trani                 |                                                                               |                                                          |
| Francesco Paolicelli     | 23.056                  | Partito Democratico | Bari                                  |                                                                               |                                                          |
| Lucia Parchitelli        | 15.862                  | Partito Democratico | Bari                                  |                                                                               |                                                          |
| Pietro Luigi Lopalco     | 14.679                  | Partito Democratico | Bari                                  | Assessore regionale (fino al 17 novembre 2021) - Eletto con "Con Emiliano"    |                                                          |
| Maurizio Bruno           | 3.928                   | Partito Democratico | Brindisi                              |                                                                               |                                                          |
| Loredana Capone          | 13.908                  | Partito Democratico | Lecce                                 | Presidente del Consiglio Regionale                                            |                                                          |
| Sergio Blasi             | 13.539                  | Partito Democratico | Lecce                                 | Subentrato a Donato Metallo                                                   |                                                          |
| Donato Pentassuglia      | 10.253                  | Partito Democratico | Taranto                               | Assessore regionale                                                           |                                                          |
| Vincenzo Di Gregorio     | 4.531                   | Partito Democratico | Taranto                               |                                                                               |                                                          |
| Michele Mazzarano        | 4.378                   | Partito Democratico | Taranto                               |                                                                               |                                                          |
|                          | Stefano Lacatena        | Con Emiliano        | 8.885                                 | Bari                                                                          | Eletto con Forza Italia                                  |
| Alessandro Antonio Leoci | 2.019                   | Con Emiliano        | Brindisi                              |                                                                               |                                                          |
| Gianfranco Lopane        | 6.671                   | Con Emiliano        | Taranto                               |                                                                               |                                                          |
|                          | Antonio Tutolo          | Per la Puglia       | 7.635                                 | Foggia                                                                        | Capogruppo - Eletto con "Con Emiliano"                   |
| Saverio Tammacco         | 12.901                  | Per la Puglia       | Bari                                  | Eletto con "La Puglia Domani"                                                 |                                                          |
| Sebastiano Giuseppe Leo  | 10.994                  | Per la Puglia       | Lecce                                 | Assessore regionale - Eletto con "Popolari con Emiliano"                      |                                                          |
| Mauro Vizzino            | 7.436                   | Per la Puglia       | Brindisi                              | Eletto con "Popolari con Emiliano"                                            |                                                          |
|                          | Ruggiero Mennea         | Azione              | 5.811                                 | Barletta-Andria-Trani                                                         | Capogruppo - Eletto con il Partito Democratico           |
| Fabiano Amati            | 10.412                  | Azione              | Brindisi                              | Assessore regionale (dal 26 ottobre 2024) - Eletto con il Partito Democratico |                                                          |
| Sergio Clemente          | 2.735                   | Azione              | Foggia                                | Eletto con "Popolari per Emiliano"                                            |                                                          |
|                          | Giovanni Francesco Stea | Misto               | 8.756                                 | Bari                                                                          | Assessore regionale - Eletto con "Popolari con Emiliano" |

| Consigliere             | Consigliere      | Lista              | Preferenze | Circoscrizione                                             | Note                                                                                         |
| ----------------------- | ---------------- | ------------------ | --- | ---------------------------------------------------------- | -------------------------------------------------------------------------------------------- |
|                         | Paride Mazzotta  | Forza Italia       | 5.466 | Lecce                                                      | Capogruppo                                                                                   |
| Antonio Raone           | 7.263            | Forza Italia       | Subentrato ad Alessandro Delli Noci (assessore regionale fino all'11 giugno 2025) - Eletto con "Con Emiliano" | Lecce                                                      |                                                                                              |
| Paolo Dell'Erba         | 6.999            | Forza Italia       | Foggia | Eletto con "La Puglia domani"                              |                                                                                              |
| Massimiliano Di Cuia    | 3.451            | Forza Italia       | Taranto |                                                            |                                                                                              |
| Massimiliano Stellato   | 4.272            | Forza Italia       | Taranto | Eletto con "Popolari con Emiliano"                         |                                                                                              |
| Giuseppe Tupputi        | 3.104            | Forza Italia       | Barletta-Andria-Trani                                                                                         | Eletto con "Con Emiliano"                                  |                                                                                              |
| Francesco La Notte      | 1.910            | Forza Italia       | Barletta-Andria-Trani                                                                                         | Eletto con "Popolari con Emiliano"                         |                                                                                              |
|                         | Renato Perrini   | Fratelli d'Italia  | 10.208 | Taranto                                                    | Capogruppo                                                                                   |
| Antonia Spina           | 2.779            | Fratelli d'Italia  | Barletta-Andria-Trani                                                                                         | Subentrata a Francesco Ventola                             |                                                                                              |
| Luigi Caroli            | 6.646            | Fratelli d'Italia  | Brindisi |                                                            |                                                                                              |
| Giannicola De Leonardis | 7.882            | Fratelli d'Italia  | Foggia | Vicepresidente del Consiglio Regionale                     |                                                                                              |
| Cataldo Basile          | 6.414            | Fratelli d'Italia  | Lecce | Subentrato ad Antonio Gabellone                            |                                                                                              |
| Tommaso Scatigna        | 5.480            | Fratelli d'Italia  | Bari | Subentrato a Michele Picaro                                |                                                                                              |
|                         | Marco Galante    | Movimento 5 Stelle | 2.301 | Taranto                                                    | Capogruppo                                                                                   |
| Rosa Barone             | 3.875            | Movimento 5 Stelle | Foggia | Assessore regionale (fino all'11 aprile 2024)              |                                                                                              |
| Cristian Casili         | 6.137            | Movimento 5 Stelle | Lecce |                                                            |                                                                                              |
| Grazia Di Bari          | 3.961            | Movimento 5 Stelle | Barletta-Andria-Trani                                                                                         |                                                            |                                                                                              |
| Antonella Laricchia     | 7.665            | Movimento 5 Stelle | Bari |                                                            |                                                                                              |
|                         | Giacomo Conserva | Lega               | 5.264 | Taranto                                                    | Capogruppo                                                                                   |
| Gianfranco De Blasi     | 8.263            | Lega               | Lecce |                                                            |                                                                                              |
| Fabio Romito            | 7.976            | Lega               | Bari | Subentrato a Davide Bellomo                                |                                                                                              |
| Joseph Splendido        | 6.116            | Lega               | Foggia |                                                            |                                                                                              |
| Napoleone Cera          | 4.881            | Lega               | Foggia | Subentrato a Giacomo Diego Gatta - Eletto con Forza Italia |                                                                                              |
|                         | Paolo Pagliaro   | La Puglia Domani   | 9.262 | Lecce                                                      | Capogruppo                                                                                   |
| Antonio Paolo Scalera   | 5.462            | La Puglia Domani   | Taranto |                                                            |                                                                                              |
|                         | Anna Maurodinoia | Misto              | 19.844 | Bari                                                       | Capogruppo - Eletta con il Partito Democratico - Assessore regionale (fino al 4 aprile 2024) |